# Hans-Joachim Schabedoth

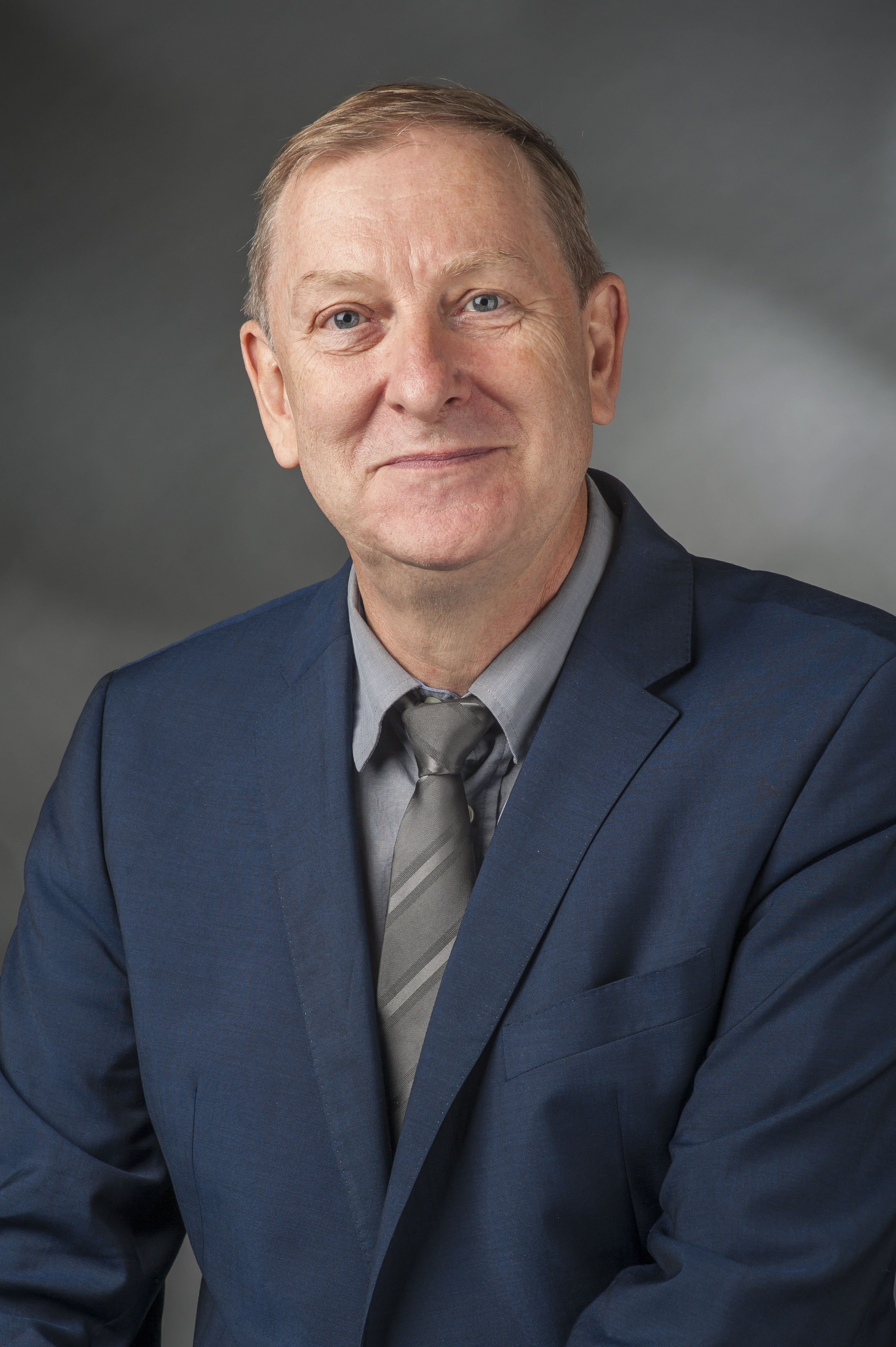
Hans-Joachim Schabedoth (2014)

Hans-Joachim Schabedoth (* 20. Januar 1952 in Daseburg (heute zu Warburg); † 18. Januar 2020) war ein deutscher gewerkschaftlicher Politikberater, Autor und Politiker (SPD).

## Leben
Nach einer Ausbildung zum Elektromechaniker war er in diesem Beruf bei der Deutschen Bundesbahn tätig. Im Jahr 1974 bestand er am Friedrich-Spee-Kolleg in Neuss das Abitur, anschließend studierte er an der Universität Marburg Geschichte, Politik, Kunstgeschichte und Erziehungswissenschaft. Nach dem Staatsexamen promovierte er 1981 im Fach Politikwissenschaft mit einer Dissertation über die Hochschulreform.
Seit dem Jahr 1981 war er Gewerkschaftssekretär bei der IG Metall, zunächst in Stuttgart, ab 1987 bis 2013 in Frankfurt am Main als Referent beim Vorstand der IG Metall, Abteilung Gesellschaftspolitik und Grundsatzfragen. In den Jahren 2001 bis 2009 war er Leiter der Abteilung Gesellschaftspolitik beim Bundesvorstand des Deutschen Gewerkschaftsbundes in Berlin.
Schabedoth verstarb am 18. Januar 2020.

## Politik
Hans-Joachim Schabedoth war seit 1971 bis zu seinem Tod Mitglied der SPD.
Bei der Bundestagswahl 2013 kandidierte er im Wahlkreis Hochtaunus sowie auf Platz 13 der hessischen Landesliste der SPD. Ihm gelang über die Landesliste der Einzug in den Bundestag. Er war Mitglied im Ausschuss für Wirtschaft und Energie. Seine Arbeitsschwerpunkte waren Industriepolitik, Elektromobilität und Facharbeiterausbildung. Zudem war er Mitglied des parlamentarischen Beirats des Bundesverbandes eMobilität e. V. Berlin und stellvertretender Vorsitzender der deutsch-griechischen Parlamentariergruppe.
Im April 2017 wählte der Landesparteitag in Kassel Hans-Joachim Schabedoth auf Platz 17 der Landesliste für die Bundestagswahl 2017, der jedoch bei der Bundestagswahl 2017 nicht für ein Mandat ausreichte.

## Veröffentlichungen (Auswahl)
- Hochschulreform – eine verpasste Chance. Die politische Auseinandersetzung um die Hochschulreform seit 1969 – Voraussetzungen, Verlauf und Ergebnisse. Dissertation. 1982, ISBN 3-923383-00-2.
- Bittsteller oder Gegenmacht? Perspektiven gewerkschaftliche Politik nach der Wende. 1985, ISBN 3-924800-32-4.
- mit Ruth Weckenmann: Strategien für die Zukunft. Neue Technologien zwischen Fortschrittserwartung u. Gestaltungsauftrag. 1988, ISBN 3-924800-91-X.
- als Hrsg.: Gestalten statt Verwalten. Aktive Mitbestimmung bei Arbeit und Technik. 1991, ISBN 3-7663-2297-4.
- Zukunft ohne Arbeit? Neue Wege aus der Strukturkrise. 1994, ISBN 3-426-80057-8.
- Unsere Jahre mit Helmut Kohl. Ein Rückblick. 1998, ISBN 3-89472-166-9.
- Halbzeitbilanz rot-grüner Regierungsarbeit. In: Andrea Gourd, Thomas Noetzel (Hrsg.): Zukunft der Demokratie in Deutschland. Hans Karl Rupp zum 60. Geburtstag. 2001, ISBN 3-8100-3065-1, S. 277–290.
- (als Hrsg.): Vorrang für Arbeit und soziale Gerechtigkeit. 2002, ISBN 3-89472-267-3.
- Unsere Jahre mit Gerhard Schröder. Rot-Grüne-Regierungsarbeit zwischen Aufbruch und Abbruch. mit Karikaturen von Gerhard Mester. 2006, ISBN 3-89472-281-9.
- Angela Merkel – Regieren mit SPD und Union. Bilanz der großen Koalition. 2009, ISBN 978-3-89472-289-0.
- Angela Merkel verwaltet – Deutschland verliert. Chronik und Bilanz schwarz-gelber Politik. 2013, ISBN 978-3-89472-237-1.